# 博斯科内罗
博斯科内罗（意大利语：Bosconero），是意大利皮埃蒙特大区都灵省的一个市镇。人口3101(2010年12月31日)。